# Torneo Mario Correa Letelier 2008
El Torneo Mario Correa Letelier 2008 fue la duodécima edición de la competencia de atletismo organizada por el Club Atlético Santiago, en homenaje a un destacado dirigente deportivo de Chile. Se desarrolló entre el 17 y 18 de mayo de ese año en la pista atlética del Estadio Nacional y el Complejo Eliana Gaete Lazo. El torneo formó parte del calendario oficial de la Asociación Atlética Regional Metropolitana en 2008, afiliada a la Federación Atlética de Chile. El ganador del torneo fue el Club Deportivo Universidad Católica.

## Hitos
Se destacaron los triunfos de deportistas chilenas de trayectoria nacional e internacional, como Marcela Barrientos de Universidad Católica en lanzamiento de bala con 12.12, y Karen Gallardo de Atlético Copiapó en lanzamiento de disco con 52.47, estableciendo el récord del campeonato. La misma distinción consiguió Carolina Torres de Universidad Católica al establecer una marca de 4.0 en salto con garrocha. La deportista buscaba un registro que la clasificara a Beijing 2008. En varones, se impuso Marco Antonio Verni de Universidad Católica en lanzamiento de bala con 18.25. Francisco Castro de Atlético Valparaíso también batió el récord del torneo en 110 metros vallas con 14,33. Cristián Reyes de Atlético Santiago ganó la prueba de 400 metros planos con un tiempo de 47,51.

## Resultados
Se reseñan los puntajes de los cinco primeros lugares del torneo.
| Posición | Club                 | Puntaje |
| -------- | -------------------- | ------- |
| 1.º      | Universidad Católica | 531.5   |
| 2.º      | Atlético Santiago    | 308.5   |
| 3.º      | Universidad de Chile | 289     |
| 4.º      | Atlético La Pintana  | 66      |
| 5.º      | Atlético Francés     | 54      |